# Родники (Половодовский сельсовет)
Родники — упразднённая деревня Соликамского района Пермского края России.

## География
Урочище находится в юго-восточной части района, в районе южно-таёжных пихтово-еловых лесов, на правом берегу реки Перемянки, на расстоянии приблизительно 15 километров (по прямой) к востоку от города Соликамска, административного центра округа. Абсолютная высота — 178 метров над уровнем моря.

### Климат
Климат характеризуется как умеренно континентальный, с продолжительной холодной зимой и коротким тёплым летом. Средняя многолетняя температура самого холодного месяца (января) составляет −15,7°С (абсолютный минимум — −48,3 °С), температура самого тёплого (июля) — +17,4°С (абсолютный максимум — +37 °С). Продолжительность безморозного периода составляет 114 дней. Среднегодовое количество осадков — 634 миллиметра.

## История
В «Списке населенных мест Российской империи» 1869 года населённый пункт упомянут как деревня Соликамского уезда (1-го стана) Пермской губернии, при речке Пермянки, расположенная в 22 верстах от уездного города. В деревне насчитывалось 30 дворов и проживало 229 человек (113 мужчин и 116 женщин). Имелась православная часовня.
В 1908 году в деревне, относящейся к Родниковскому обществу Половодовской волости Соликамского уезда, имелось 32 дворов и проживало 166 человек (81 мужчина и 85 женщин). В этноконфессиональном составе населения того периода преобладали русские православного вероисповедания.
По данным переписи 1926 года имелось 42 хозяйства и проживало 211 человек (105 мужчин и 106 женщин). В административном отношении входила в состав Верхусольского сельсовета Соликамского района Верхне-Камского округа Уральской области.
В 1963 году числилась как населённый пункт Половодовского сельсовета, проживало 55 человек.
Упразднена не позднее 1981 года.

## Население
В деревне к 1869 году проживало 229 человек (113 мужчин и 116 женщин), в 1908 году — 166 человек (81 мужчина и 85 женщин), по данным переписи 1926 года — 211 человек (105 мужчин и 106 женщин).

## Инфраструктура
Личное подсобное хозяйство с зоной сельскохозяйственного использования, индивидуальная застройка усадебного типа. К 1869 году 30 дворов, в 1908 году имелось 32 дворов, по данным переписи 1926 года имелось 42 хозяйства.